# 4-Méthoxyphénylcyclidine
La 4-méthoxyphénylcyclidine ou 4-méthoxyphéncyclidine ou 4-MeO-PCP est un psychotrope analgésique dissociatif.
Les effets dissociatifs de cette drogue sont comparables à ceux de la kétamine, mais ils diffèrent par la puissance significative de la 4-MeO-PCP comme antagoniste des récepteurs NMDA.
Elle est proche de la 3-MeO-PCP, un isomère de position du 4-MeO-PCP.
Contrairement à la phéncyclidine (PCP), la 4-MeO-PCP n'est pas répertoriée comme stupéfiant, et est en vente libre sur internet.